# Martin Drolling

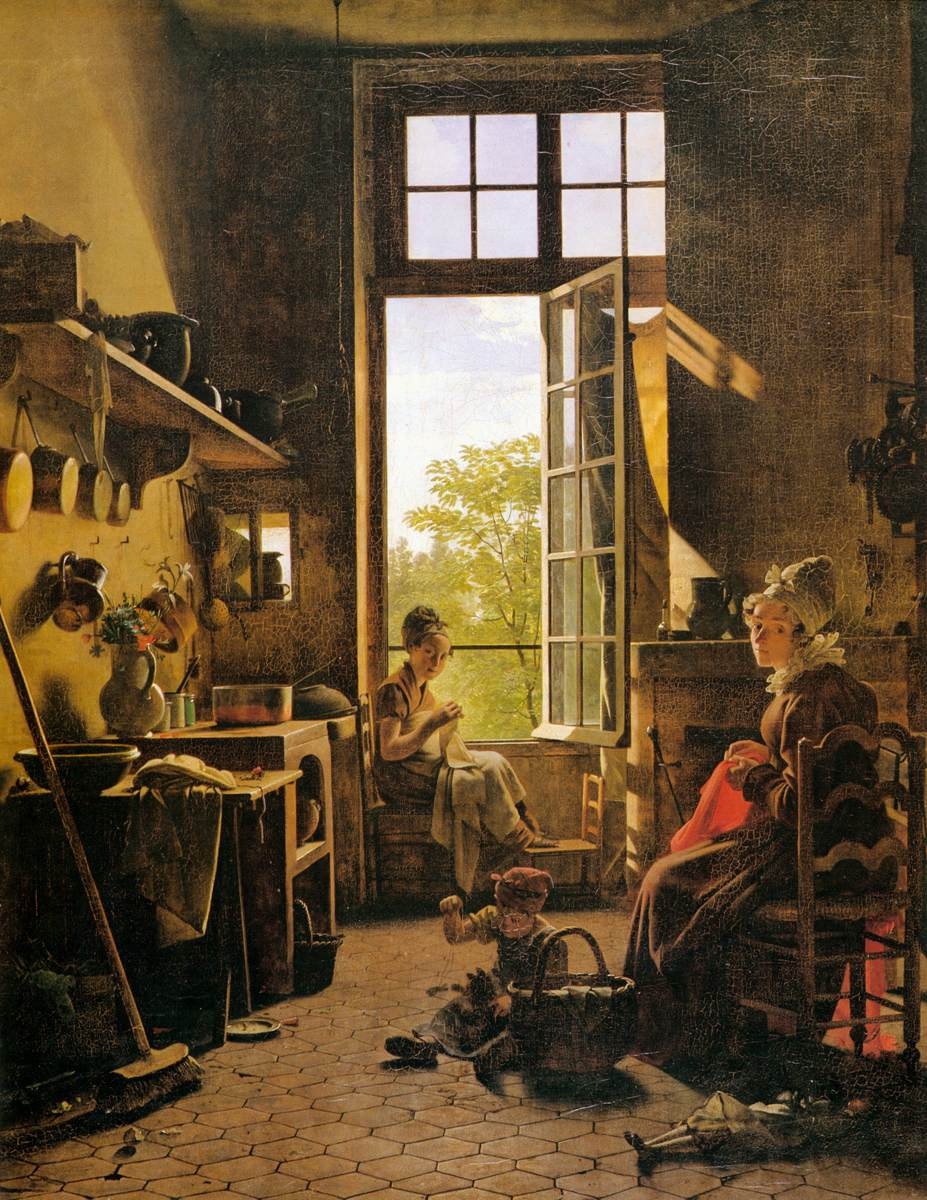
Intérieur d'une cuisine (köksinteriör) (detalj). Martin Drölling, 1815. Louvren.

Martin Drolling, eller Drölling, född den 19 september 1752 i Oberhergheim i Elsass, död den 16 april 1817 i Paris, var en fransk målare. Han var far till Michel Martin Drolling och Louise-Adéone Drölling, även känd som Madame Joubert, båda bildkonstnärer.
Drolling var en representant för den lilla genren. Medan Davids heroiska riktning behärskade franskt måleri, ville han påminna om att även hemlivet, det borgerliga vardagslivet, hade hemortsrätt i konsten. 
Han kunde dock inte alltid hålla den moderna klassiska stilen fjärran från sina köksinteriörer och sina vardagsfigurer. I några porträtt nådde han höjdpunkten av sin framställningskonst; i sin skarpa och säkra karakteristik kan de göra intryck av att vara målade av en sentida Holbein.  Han är representerad i Louvren och flera andra franska museer.